# 2008年夏季奥林匹克运动会广州站火炬接力
2008年夏季奥林匹克运动会广州站火炬接力是2008年夏季奥林匹克运动会圣火传递的27站、中國大陸境内第6站，也是广州首次举行奥运会圣火传递，广东火炬传递途经广州粤语区，深圳普通话区，惠州客家话区、汕头潮汕话区四大语言区，而广州是广东站的首站。圣火于2008年5月6日晚8时45分左右從海南省海口市抵达广州白云国际机场，次日早上8时15分开始传递。于5月7日下午18:39传递结束，转到深圳传递。

## 传递线路
传递起点为广州白云国际会议中心，途经云台花园、广州艺术博物院、中山纪念堂、陈家祠、北京路、海印公园、领事馆规划区广场、天河体育中心等十大景点，全长40.82公里，分别从海珠桥和广州大桥两次横跨珠江，体现了“云山珠水”的特点，传递路线呈现五羊雕塑的简单轮廓。
由于陈家祠附近人流太多，传递路线临时更改，第117棒陈伟胜跑了三棒，成为了迄今为止跑过棒次最多的火炬手。

## 火炬手
首棒火炬手由雅典奥运男子跳水冠军杨景辉担任，最后一棒火炬手为亚运冠军的董兆致，共有208名火炬手参加，还包括来自文艺界明星、政府官员、企业家、科学家、慈善家和社会爱心人士等。年纪最大的火炬手为73岁，年纪最小为16岁，传递时间总计约10小时，中间包括两次休息，另有48名护跑手参与。

### 名单
1. 杨景辉
2. 刘江南
3. 李艾
4. 程蔚
5. 郑奕耀
6. 曾智明
7. 廖泽云
8. 崔虹
9. 张黎宁
10. 周方
11. 刘健涛
12. 徐真华
13. 官国新
14. 钟至妍
15. 卢琳
16. 赵华
17. 漆小兵
18. 吴日裕
19. 徐国生
20. 钱锋
21. 谢小夏
22. 张志就
23. 严世红
24. 卜继斌
25. 王迎喜
26. 沈训良
27. 蒋爱萍
28. 陈三才
29. 张智栋
30. 王军
31. 温永红
32. 罗文辉
33. 冯云
34. 林武汉
35. 向元首
36. 王丛琳
37. 黄越滔
38. 王津
39. 钟丹
40. 常少莉
41. 郑国礼
42. 袁妙玲
43. 刘林涛
44. 陈刚
45. 潘巍
46. 周慕韶
47. 黄昌伟
48. 高阳
49. 李森
50. 吴汉雄
51. 郭庆河
52. 何灼强
53. 方达儿
54. 叶细权
55. 尹捷
56. 林丹妮
57. 李伟
58. 凌浩
59. 江玉英
60. Karvinen Poutanen
61. 冉旭
62. 王珏
63. 黄金凤
64. 王志刚
65. 庞静
66. 徐胜利
67. 杨金海
68. 冼峻
69. 杨琴
70. KRAUSE
71. 张宇航
72. 张洪潮
73. 赵刚
74. 廖卉
75. 李兆鸿
76. 卢裕富
77. 赵伟平
78. 邱良炳
79. Wall
80. Guttormsen
81. 曾剑强
82. 蔡树淦
83. 陈伟强
84. 李伟超
85. 徐剑光
86. Svensson
87. Pessala
88. 唐小平
89. 张实
90. 张矛东
91. Turkka
92. 梁继红
93. 沈祥福
94. 孟源北
95. 杨迺军
96. 林木声
97. 罗欧
98. 罗东凯
99. 张桦
100. 翟美卿
101. 宋佳
102. 丁凡
103. 吴笑慧
104. 全亚林
105. Bertil Hult
106. 杨海洲
107. 老玉晶
108. 白玲
109. 曾国强
110. 陈运旋
111. 林燕芬
112. 陈超
113. 廖东雁
114. 潘翠玲
115. 朱培坤
116. 王睁茗
117. 陈伟胜
118. 倪惠英
119. 颜志图
120. 王立军
121. 王超锋
122. 张钦城
123. 李岚
124. 黄少康
125. 邹娃
126. 姚纪恒
127. 梁首钢
128. 鲁冰花
129. 沈梅红
130. 傅红
131. Kent Muhtar
132. 关渭贞
133. 邵忠
134. 陈扬
135. 李盛元
136. 曾妙芬
137. 申旭斌
138. 徐汉生
139. 蔡冬元
140. 刘秀华
141. 蔡广辽
142. 赵广军
143. 李志坚
144. 温宁
145. 张悦
146. 谢卫忠
147. 朱广建
148. 谢永德
149. 曹幸妮
150. 许晓东
151. 林剑锋
152. 吴锡坤
153. 王洪涛
154. 江帆
155. 廖祥武
156. 卫丰年
157. 冯颖
158. 招汝广
159. 漆姗姗
160. Scott Oelkers
161. 王铁军
162. 潘燕萍
163. 劳伟坤
164. 赖锡鹏
165. 李文中
166. Shepherd Frederick
167. 郑彩霞
168. 李曲生
169. 李和昌
170. 金泽玉
171. 孙国萍
172. 未定
173. 余锦豪
174. 张建好
175. 黄文枝
176. 戴云飞
177. 张育菲
178. 杨兴锋
179. 戴学东
180. 刘洲伟
181. 胡键
182. 张重阳
183. 陈四清
184. 黄健源
185. 朱剑雄
186. 易文思
187. 黄启均
188. 麦永坚
189. 梁志光
190. 周可祥
191. 李小默
192. 张海宁
193. 蔡陈敏
194. 黎伟权
195. 张艺
196. 周贤胜
197. 林峰
198. 梁文儿
199. 黄昌圭
200. Knape Lindberg Ulrika Margarata
201. 李婉芬
202. 栾熙忠
203. 李平
204. 戴玉庆
205. 金柄孝
206. 陈坤
207. 许瑞生
208. 董兆致[2]

## 传媒直播
由于广州电视台没有支持高清信号的硬件设备，而所有信号都要经中央电视台，而中央电视台用的又是高清，因此最后广州电视台没全程直播，且早上直播时又没标明具体位置，没有很好地推介广州。比起香港无线略逊一筹。至於廣東電視台方面，則安排於衛星頻道、體育頻道、新聞頻道現場直播，而珠江頻道並沒有全程直播。

## 其他
圣火传递期间，所到之处不少道路需要封闭，令交通出现阻塞，其中傍晚圣火传递到终点天河体育中心时，吸引大批民众在附近观看，加上正值下班高峰时期，令现场非常混乱，许多人涌出马路，导致圣火传递车队一度停顿近二十分钟。而在圣火过后，大批民众同时离开，地铁站人满为患，又由于路面交通瘫痪，许多人要被迫步行。
部分民众在观看过程中攀爬树木、巴士站等行为，以及圣火过后垃圾遍地的情形，被人用相机拍下放到网上广泛流传，传媒亦作出报道和评论，更引发对粤港两地民众素质差异的讨论。